# Cantus Arcticus
Concerto pour oiseaux et orchestre
Cantus Arcticus, op. 61, est une œuvre orchestrale du compositeur finlandais Einojuhani Rautavaara. Écrite en 1972, c'est probablement son œuvre la plus connue.

## À propos de la musique
Cantus Arcticus est une commande de l'Université d'Oulu pour la célébration de sa première cérémonie de doctorat,. Au lieu de la traditionnelle cantate pour chœur et orchestre que l'on entend lors de ce genre de cérémonie, Rautavaara, alors âgé de 44 ans, écrit une œuvre qui incorpore des chants d'oiseaux,. La première a eu lieu le 18 octobre 1972 sur le campus de l'Université d'Oulu.
Sous-titrée Concerto pour oiseaux et orchestre, Cantus Arcticus incorpore des enregistrements sur bande magnétique de chants d'oiseaux saisis près du cercle arctique et dans les marais du nord de Liminka, au nord de la Finlande,. S'il n'est pas inédit en 1972 d'écrire une œuvre mêlant instruments et bande enregistrée, Rautavaara présente un enregistrement qui a été très peu retravaillé, et auquel les instruments de l'orchestre semblent répondre :

« La partie orchestrale, simple en elle-même, a été conçue comme contrepoint au chant des oiseaux nordiques, enregistré de telle façon que l'orchestre symphonique et les oiseaux sont dans une interaction continue entre eux. »

— Einojuhani Rautavaara.

## Structure

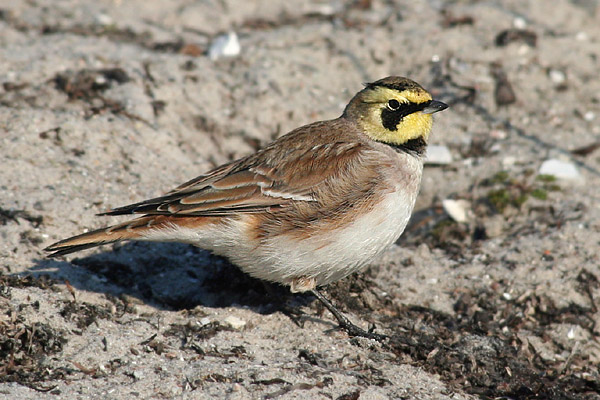
Alouette hausse-col.

L'œuvre comprend trois mouvements et dure environ 18 minutes.
1. Suo (Le marais) commence par un duo de flûtes impressionnistes, instrument souvent associé aux oiseaux[3]. Rautavaara indique aux flûtistes : « pensez à l'automne, et à Tchaïkovski »[3]. Les flûtes sont rejointes par les autres bois de l'orchestre, et ensuite par les chants des oiseaux du marais au printemps. Vient ensuite une mélodie ample aux cordes, évoquant l'humeur de quelqu'un marchant dans la nature[2]. Le mouvement se termine avec un rappel de la mélodie d'ouverture des flûtes[1].
2. Melankolia (Mélancolie), contient un enregistrement du chant de l'alouette hausse-col ralenti, ce qui abaisse ce chant de deux octaves. Après quelque temps, les cordes entrent avec une mélodie calme[2],[1].
3. Joutsenet muuttavat (Cygnes migrant), prend la forme d'une large arche, débutant par un crescendo pour orchestre. Rautavaara explique avoir imaginé « les cygnes volant directement vers le soleil »[1]. Quatre groupes instrumentaux ajoutent des textures de façon aléatoire pendant que les chants des cygnes chanteurs, l'emblème de la Finlande, s'additionnent, augmentant la complexité au fur et à mesure[3]. Une fois le point culminant atteint, le chant des oiseaux et l'orchestre finissent par s'évanouir, comme s'ils se perdaient au loin[2].

## Orchestration
| Instrumentation de Cantus Arcticus                                           |
| Cordes                                                                       |
| premiers violons, seconds violons, altos, violoncelles, contrebasses 1 harpe |
| Bois                                                                         |
| 2 flûtes, 2 hautbois, 2 clarinettes en si, 2 bassons                         |
| Cuivres                                                                      |
| 2 cors en fa, 2 trompettes en si, 1 trombone                                 |
| Percussions                                                                  |
| timbales, cymbales, celesta, tam-tams, bande magnétique                      |

## Enregistrements
- 1981 : Orchestre symphonique de l’Institut Klemetti, dir. Pertti Pekkanen (Finlandia)
- 1989 : Orchestre symphonique de la Radio de Leipzig, dir. Max Pommer (Ondine), version saluée sur France Musique[4]
- 1992 : Orchestre symphonique de Lahti, dir. Osmo Vänskä (Bis)
- 1997 : Cantus Arcticus, Piano Concerto no 1, Symphonie no 3, Laura Mikkola (p), Orchestre national royal d'Écosse, dir. Hannu Lintu (Naxos)
- 2004 : Orchestre philharmonique d'Helsinki, dir. Leif Segerstam (Ondine)
- 2014 : Orchestre philharmonique de Radio France, dir. Mikko Franck (live)